# Villa Farnesina
La villa Farnesina (o villa della Farnesina) è un edificio storico di Roma, oggi sede dell'Accademia Nazionale dei Lincei. Si trova su via della Lungara, nel quartiere di Trastevere, nel Municipio I ed è uno degli edifici rappresentativi dell'architettura rinascimentale del primo Cinquecento. 
Progettata da Baldassarre Peruzzi fu il prototipo della villa suburbana romana e la sua realizzazione ebbe notevole risonanza, anche perché a partire dal 1511, completate le murature, la residenza fu affrescata secondo un programma iconografico di straordinaria ampiezza affidato ai più grandi artisti del periodo: lo stesso Peruzzi, Sebastiano del Piombo, Raffaello Sanzio e la sua scuola (compreso Giulio Romano) e Il Sodoma.

## Storia

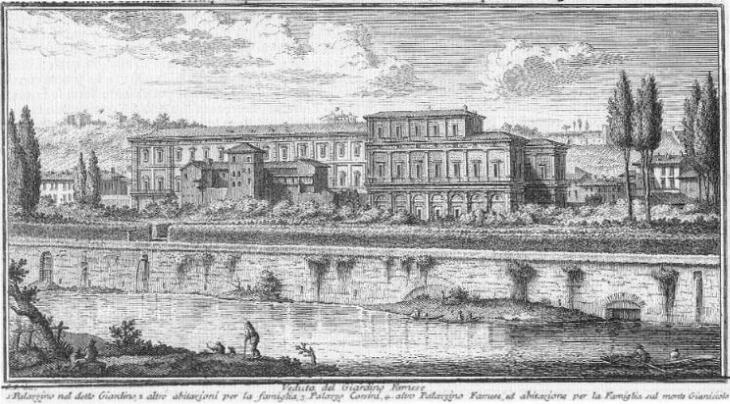
La villa vista dal fiume in una stampa di Giuseppe Vasi

Fu costruita dal 1506 al 1512 dal giovane Peruzzi per il ricchissimo banchiere senese Agostino Chigi, grande mecenate e personaggio di spicco nella Roma di inizio Cinquecento, che aveva accumulato una grande fortuna dai proventi della vendita dell‘allume della Tolfa e che godeva della protezione di papa Giulio II prima, e Leone X poi. La Farnesina, che all'epoca era detta semplicemente villa Chigi, fu la prima villa nobiliare suburbana di Roma ed ebbe fin dall'inizio un grande risalto, venendo presto citata e imitata. Gli interventi architettonici, sebbene potessero dirsi conclusi nel 1512, si protrassero per altri lavori fino al 1520.
Con la morte del Chigi, nel 1520, la villa decadde e venne depauperata degli arredi e delle opere d'arte. Nel 1580 fu acquistata dal cardinale Alessandro Farnese ed ebbe così il nome attuale. A tale periodo risale un progetto, non realizzato, per collegare, con un passaggio coperto, Palazzo Farnese con la Farnesina. Nel 1714 divenne di proprietà dei Borbone di Napoli e nel 1864 vi si insediò l'ambasciatore Bermudez de Castro, che, due anni dopo, promosse una serie di pesanti restauri. Nel 1884 l'apertura del Lungotevere comportò la distruzione di una parte dei giardini e della loggia sul fiume, che forse era stata disegnata da Raffaello.
Dal 1927 appartiene allo Stato italiano, che l'ha fatta restaurare nel 1929-1942 per destinarla all'Accademia d'Italia ed a più riprese nel 1969-1983. Oggi è utilizzata dall'Accademia dei Lincei come sede di rappresentanza e ospita, al primo piano, il Gabinetto nazionale delle stampe.

## Architettura

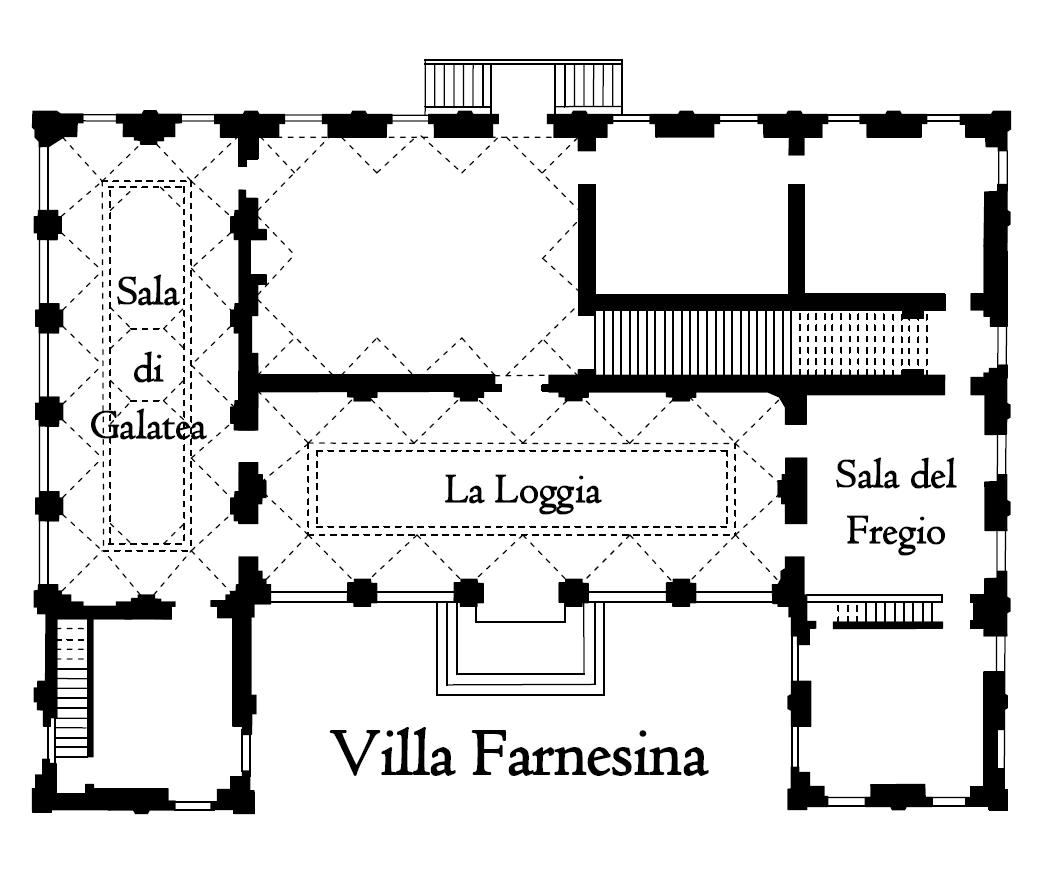
Pianta del piano terra

L'edificio, su due piani, ha una innovativa pianta a ferro di cavallo, che si apre verso il giardino con due ali tra cui è posta una loggia situata nel piano terreno e composta da cinque archi che sono attualmente chiusi da vetrate protettive; soluzione questa necessaria per la salvaguardia degli affreschi, che tuttavia ha alterato la percezione di vuoti e pieni. Tale schema che consente uno stretto legame tra il giardino e la villa, richiama modelli vitruviani e schemi architettonici presenti nell'opera di Francesco di Giorgio Martini e anticipati nella Villa Volte Alte nei pressi di Siena.
La loggia serviva da palcoscenico per le feste e le rappresentazioni teatrali organizzate dal proprietario. Il giardino all'italiana che completava la villa è stato molto alterato nel tempo.
L'edificio si distingue dai modelli bramanteschi correnti nella Roma di inizio secolo anche nella definizione delle facciate: non sono presenti, ad esempio, né il bugnato né i relativi archi alle finestre al piano terra, né colonne o elementi di rivestimento in marmo. Manca un forte rilievo plastico delle membrature architettoniche dei prospetti, ridotte a due ordini di lesene tuscaniche, che si profilano con leggerezza sul paramento murario. In alto i prospetti sono conclusi da un piano ribassato, un attico di servizio, con all'esterno un fregio a rilievo di putti e ghirlande, dove si aprono finestrelle, al di sotto del cornicione.
L'aspetto originario dell'edificio presentava anche all'esterno ampie superfici affrescate, anche se rimangono oggi solo piccole tracce non leggibili.
La villa era completata con un padiglione separato ad uso forse di scuderie ed il cui progetto è attribuito a Raffaello. Attualmente, all'esterno del muro di cinta della villa, rimane il basamento dell'edificio caratterizzato dall'impianto con ali sporgenti, come l'edificio principale, e da paraste binate.

## Interno
Per la decorazione interna Agostino Chigi chiamò i migliori artisti del tempo per eseguire negli spazi interni cicli di affreschi con caratteri innovativi e secondo un programma iconografico interamente improntato alla classicità.
Accedendo si incontra per primo un atrio, creato nel XIX secolo, che porta alla Loggia di Psiche.

### La Loggia

Gli affreschi della Loggia di Amore e Psiche di Raffaello

Nella loggia è dipinto il ciclo con le Storie di Amore e Psiche, tratte da Apuleio, opera di Raffaello e dei suoi allievi (Raffaellino del Colle, Giovan Francesco Penni, Giulio Romano), in cui le scene sono inserite in un intreccio di festoni vegetali, opera dell'altro allievo Giovanni da Udine (1517, ripassate da Carlo Maratta nel 1693-1694). Gli affreschi vennero sicuramente disegnati da Raffaello, ma la stesura spetta soprattutto alla sua scuola. La presenza degli intrecci vegetali accresce il senso di continuum della loggia con il giardino; vi sono riconoscibili la bellezza di circa duecento specie botaniche, soprattutto domestiche, tra cui anche numerose piante importate dalle Americhe, scoperte solo pochi anni prima.
Al centro del complesso sistema figurativo spiccano le grandi rappresentazioni del Concilio degli dei e del Convito nuziale, tra finti arazzi tesi tra festoni. Nei peducci si trovano i vari episodi delle Storie di Amore e Psiche. Nelle vele sopra le lunette putti con gli attributi delle varie divinità.
Le peripezie di Psiche ripercorrono la medesima travagliata salita sociale di Francesca Ordeaschi, amante di Agostino Chigi, che da cortigiana si elevò al rango di moglie legittima del banchiere.
Un sistema digitale per l'esplorazione virtuale del soffitto affrescato è stato realizzato in occasione delle mostra " La Loggia di Amore e Psiche - Raffaello e Giovanni da Udine - I Colori della Prosperità: Frutti dal Vecchio e Nuovo Mondo" (20 aprile - 20 luglio 2017) ed è attualmente consultabile online.

### Sala del Fregio
Segue a sinistra la sala del Fregio, forse uno studiolo del committente. Le pareti, alle quali erano forse appesi arazzi, vennero affrescate nella fascia superiore da Baldassarre Peruzzi (1511 circa) con piccole scene mitologiche monocrome poste in sequenza, raffiguranti le Imprese di Ercole sul lato nord e in parte sul lato est, e altri episodi mitici, tratti dalle Metamorfosi di Ovidio, nel resto del fregio. L'interpretazione complessiva è generalmente riferita al contrasto tra ragione e passione, tra sfera apollinea e sfera dionisiaca. Si tratta di una delle prime opere pittoriche di Peruzzi a Roma e lo stile risente ancora delle esperienze senesi.

### Sala di Galatea

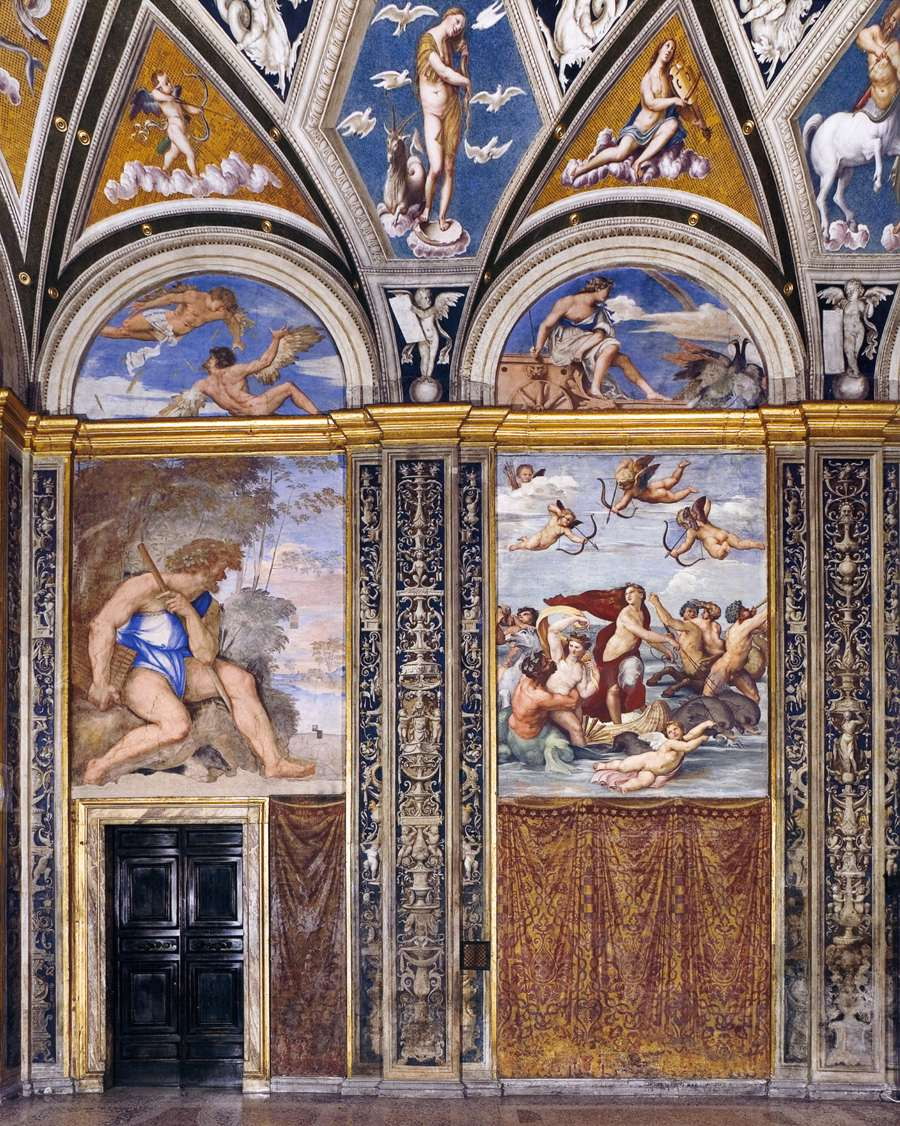
Raffaello, Il trionfo di Galatea nella Sala di Galatea

Una delle sale contigue alla loggia è la Sala di Galatea, un tempo con archi aperti sul giardino, che vennero chiusi nel 1650. La sala deve il nome all'affresco di Raffaello con il Trionfo di Galatea, che rappresenta la ninfa su un cocchio tirato da delfini, tra un festoso seguito di creature marine. Accanto all'affresco di Raffaello si trova il monumentale Polifemo di Sebastiano del Piombo (1512-1513), prima opera dell'artista veneziano a Roma, arrivato proprio al seguito del Chigi.
Allo stesso artista si devono anche otto delle dieci lunette con immagini mitologiche, dipinte con i toni particolarmente ariosi, tipici del colorismo veneto. Raffigurano:
1. Tereo insegue Filomela e Progne
2. Aglauro ed Erse
3. Dedalo e Icaro
4. Giunone
5. Scilla taglia i capelli a Niso
6. Caduta di Perdix[7]
7. Borea rapisce Orizia
8. Zefiro e Flora

Un'altra lunetta mostra una testa a monocromo che la tradizione popolare vuole dipinta da Michelangelo, venuto in visita all'amico Sebastiano del Piombo, e desideroso di dare un bell'esempio di studio anatomico al rivale Raffaello.
Baldassarre Peruzzi affrescò anche la volta, con vari temi mitologici entro riquadri geometrici, determinati dall'architettura dipinta che si raccorda a quella della parete. Al centro, in un ottagono regolare, si trova lo stemma del committente, affiancato da due scene più lunghe, pure di forma ottagono allungato: a sinistra la Fama annuncia la gloria terrena del banchiere, vicino a Perseo che uccide la Medusa, secondo un'iconografia derivata dall'Urania di Giovanni Pontano e dalle Mitologie di Fulgenzio; a destra Elice, la ninfa del polo celeste, ricorda come gli onori terreni dipendono dal favore degli astri. Seguono dieci pennacchi (doppi agli angoli, per un totale quindi di 14) con varie figure mitologiche/simboliche e dieci esagoni con varie divinità, intervallate negli spazi triangolari residui da putti a cavalli di animali fantastici a monocromo. Negli esagoni si vedono il Ratto di Ganimede, Venere in Capricorno, Apollo/Sole in Sagittario, che ricorda il segno del Chigi (nato il 29 novembre 1466 alle 21.30), Mercurio in Scorpione e Marte in Bilancia, Diana/Luna in Vergine (l'ascendente del Chigi al momento del concepimento), e ancora Ercole e il leone nemeo, Ercole e l'idra di Lerna, Leda e il cigno (indicatore per determinati movimenti astrologici), Giove in Toro (influenza benigna che determina il carattere generoso e magnanimo di Agostino), Saturno nei Pesci . In definitiva si tratta quindi della raffigurazione dell'oroscopo personale di Agostino Chigi.
I dipinti della sala vennero ritoccati nel 1863 e restaurati nel 1969-1973.

### Sala delle prospettive

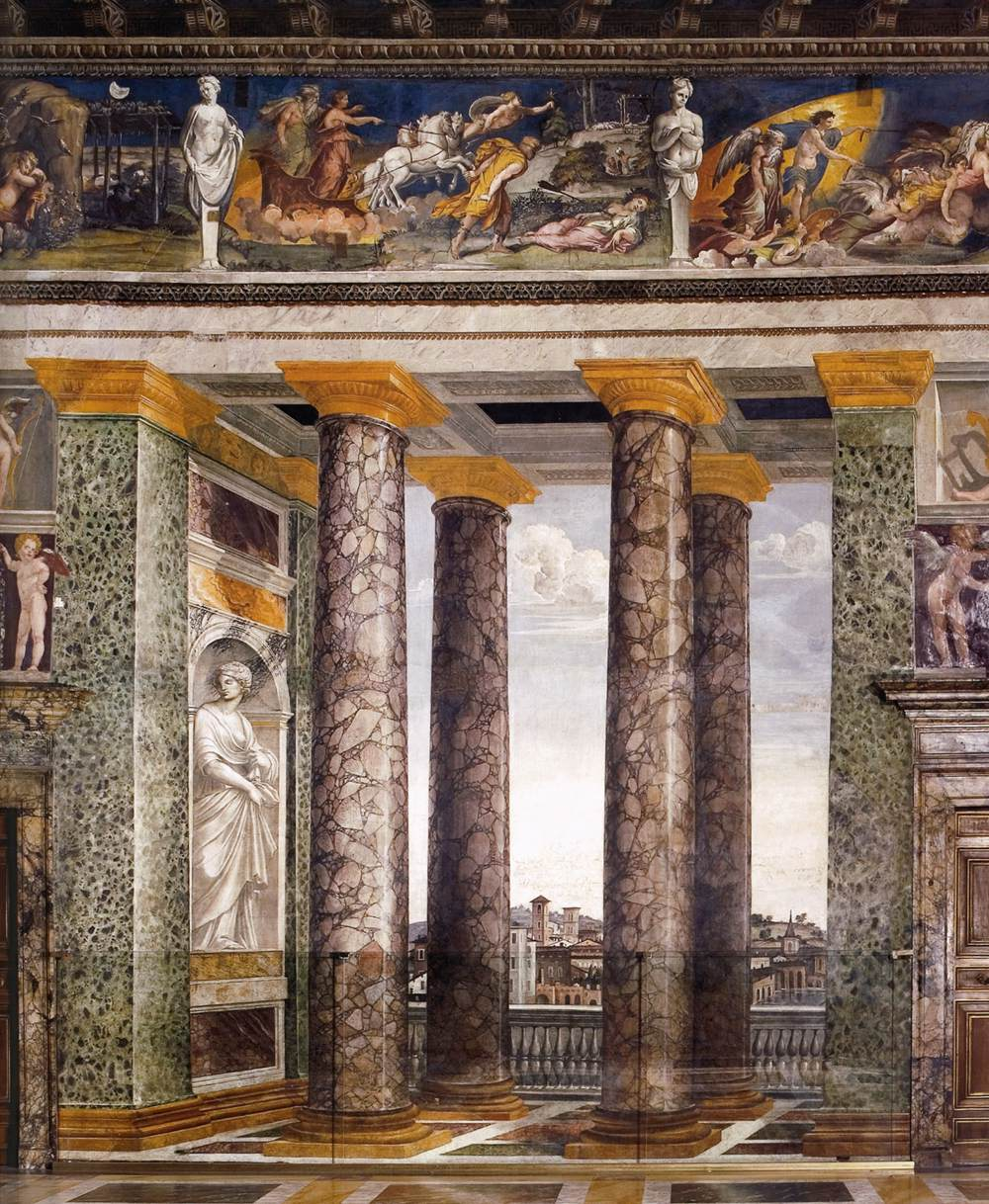
La sala delle Prospettive

Al piano superiore si trova la sala delle prospettive, dipinta illusionisticamente nel 1518-1519, da Baldassarre Peruzzi e aiuti, come se fosse una loggia. Gli affreschi vennero completamente ridipinti nel 1863, ma recuperati dai restauri del 1976-1983. Qui Agostino Chigi tenne il suo banchetto nuziale nel 1519.
Ai lati del Salone Peruzzi dipinse due finte logge con colonne e archi, affacciate su vedute di Roma, tra cui una vista di Trastevere e una agreste. Sopra il camino si trova la Fucina di Vulcano. Il lungo fregio che cinge l'ambiente nella parte superiore delle pareti raffigura scene mitologiche eseguite dal Peruzzi e dalla sua bottega, intervallate da finti bassorilievi con erme femminili.
Nella sala delle prospettive è facile individuare sulle pareti incisioni e graffiti vandalici risalenti al sacco di Roma del 1527 compiuti da lanzichenecchi che bivaccarono nella villa.

### Sala delle Nozze di Alessandro e Rossane

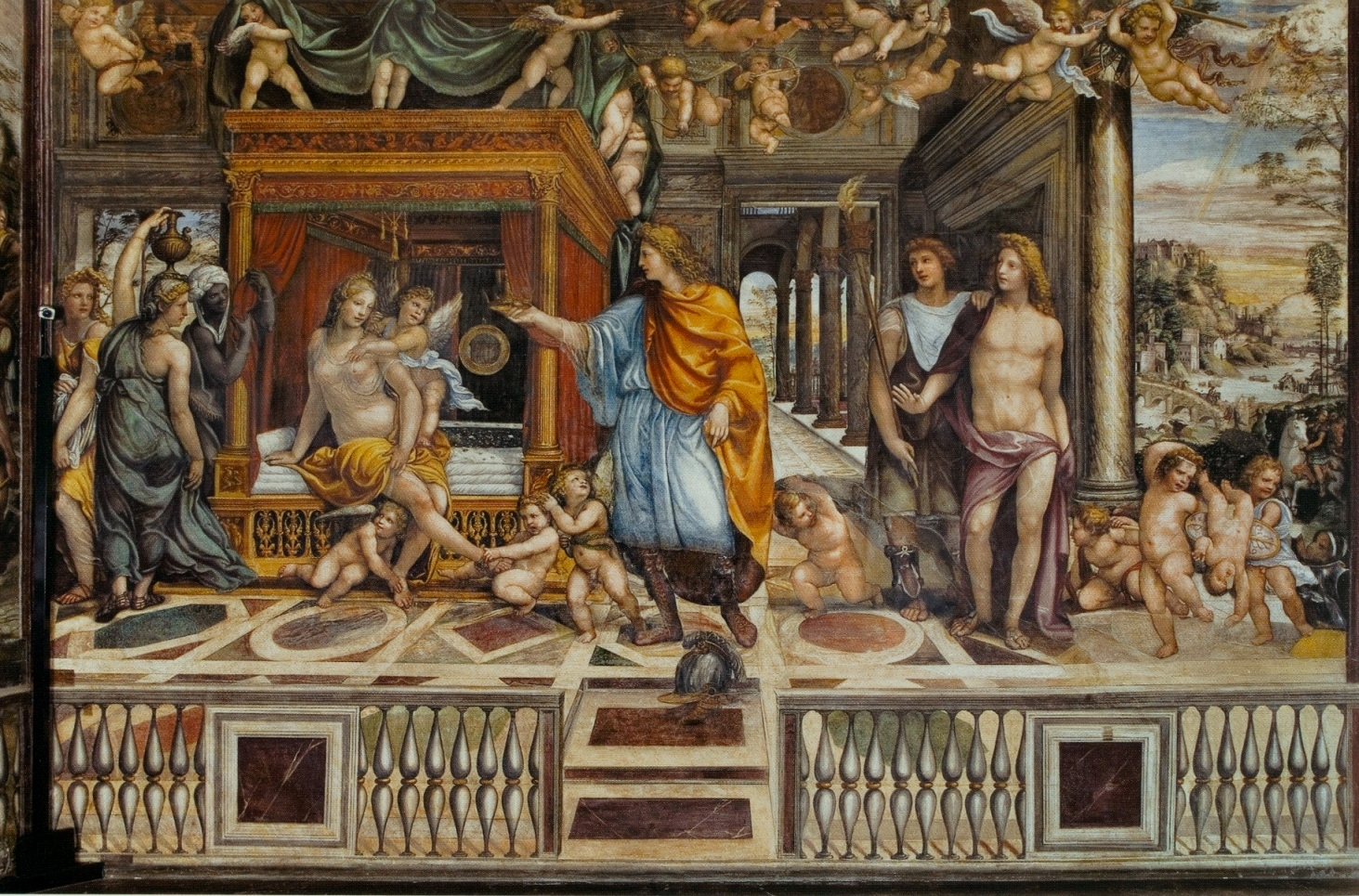
Sodoma, Nozze di Alessandro e Rossane

L'attigua camera da letto era usata dal Chigi e dalla sua consorte. Venne decorata da affreschi del Sodoma (1517), con scene della vita di Alessandro Magno, soggetto destinato a glorificare il committente, identificato con il personaggio della classicità.
Particolarmente conosciuta la scena delle Nozze di Alessandro e Rossane, affrescata sull'intero lato nord, basata su fonti letterarie classiche, nel tentativo archeologizzante di ricostruire, attraverso la descrizione fatta da Luciano di Samosata, un dipinto del pittore greco Aezione. Nell'affresco sono frequenti i richiami all'imminente matrimonio di Alessandro e Rossane, dai puttini alati alla fiaccola accesa sostenuta dal dio Imeneo, emblema delle nozze, ritratto alle spalle del seminudo Efestione, compagno del condottiero. Gli altri episodi legati al ciclo del condottiero sono la Famiglia di Dario davanti ad Alessandro, sulla parete est, Alessandro Magno doma Bucefalo, nel quale è riconoscibile, specialmente nella parte destra, la mano di un collaboratore, e Alessandro in battaglia nella parete sud. Del Sodoma anche Vulcano alla forgia con alcuni amorini che gli porgono dei dardi.
Esiste anche una lettura ermetica di questi affreschi del Sodoma, con analogie tra un significato manifesto della narrazione e uno latente, di ermeneutica alchemica, con le quattro fasi della Grande Opera (nigredo, rubedo, citrinitas, albedo) descritte con simboli crittografici.
Questi affreschi, ritoccati da Carlo Maratta, vennero restaurati nel 1974-1976.
L'elaborato soffitto a cassettoni, disegnato da Peruzzi, mostra dodici piccoli riquadri con scene dalle Metamorfosi di Ovidio, eseguiti poi dal Maturino aiutato probabilmente da un giovane Polidoro da Caravaggio.

## Archeologia
La villa Farnesina è interessata anche da ritrovamenti archeologici localizzati sotto una parte del giardino, dove è stata ritrovata, nel XIX secolo, una lussuosa casa, risalente all'epoca augustea, che si ritiene possa essere stata la residenza di Marco Vipsanio Agrippa e Giulia maggiore. Tale residenza è stata denominata Casa della Farnesina ed è particolarmente ricca di affreschi, molti dei quali sono oggi a Palazzo Massimo alle Terme.
Le pitture murali - come anche quelle della Casa di Livia - mostrano una combinazione tra il secondo e il terzo stile della pittura muraria romana. Mostrano immagini mitologiche centrali su uno sfondo bianco, che sono circondate da fasce rosse. Nello sfondo sono rappresentati colonne ed altri elementi architettonici. L'abitazione fu scoperta nei pressi della sede dei Lincei durante i lavori per la costruzione del muraglione lungo il Tevere, verso il 1880.